# 1,4-二溴戊烷
1,4-二溴戊烷（1,4-Dibromopentane），分子式C5H10Br2。

## 性质
1,4-二溴戊烷在常温下为液体，具有酒味。相对密度（{\displaystyle \ d_{4}^{20}}）1.6222。沸点145～147°C（19.998kPa），在沸点下略有分解。有刺激性。

## 制备
由2-甲基四氢呋喃在氢溴酸和硫酸作用下，开环并溴化而得。
{\displaystyle \ C_{4}H_{7}OCH_{3}+2HBr\rightarrow CH_{2}BrCH_{2}CH_{2}CHBrCH_{3}+H_{2}O}

## 用途
用作有机合成试剂以及制取抗疟药磷酸伯氨喹时的中间体。